# Schlotheimia calomitria
Schlotheimia calomitria är en bladmossart som beskrevs av Brotherus 1920. Schlotheimia calomitria ingår i släktet Schlotheimia och familjen Orthotrichaceae. Inga underarter finns listade i Catalogue of Life.